# Austin Carr
Austin George Carr (nascut el 10 de març de 1948 a Washington DC) és un exjugador de bàsquet nord-americà que va jugar durant 10 temporades a l'NBA. Fou el número u del draft de l'NBA del 1971. Amb 1,94 metres d'alçada, jugava en la posició de base.

## Trajectòria esportiva

### Universitat
Després d'anotar més de 2.000 punts en la seva etapa de High School, va jugar amb els Fightin' Irish de la Universitat de Notre Dame durant tres temporades, en les quals va anotar 2.560 punts (34,5 per partit), quedant-se cinquè en el rànquing universitari en aquell moment. Jugant com a base va registrar 22 doble-dobles. Durant les seves dues últimes temporades, va arribar a ser el segon universitari a aconseguir més de 1.000 punts en una temporada, unint-se a Pistol Pete Maravich en aquest selecte grup. Carr, de totes maneres, manté el rècord de més punts en un partit (61 contra els Ohio Bobcats el 1970), més tirs de camp anotats en un partit (25) i més tirs de camp intentats en un partit (44). El seu rècord de 50 punts per partit de mitjana en 7 partits de la fase final de l'NCAA pot ser que mai se superi.

### Professional
Amb aquestes estadístiques, no va ser estrany que fos triat en la primera posició del Draft de l'NBA del 1971 pels Cleveland Cavaliers. Va ser també triat al Draft de l'ABA pels Virgínia Squires, però va decidir jugar a l'NBA. La seva primera temporada en professionals va estar plagada de lesions. En la pretemporada es va trencar un peu, i es va perdre el primer mes de competició. Després de tornar a les pistes, un mes després una nova lesió el va deixar fora durant 7 setmanes. Malgrat tot això, va acabar fent una mitjana de 21,2 punts, 3,5 rebots i 3,4 assistències, la qual cosa el va fer ser mereixedor d'aparèixer en el millor quintet de rookies d'aquella temporada.
La seva millor temporada va ser la temporada 1973-74, quan va aconseguir fer una mitjana de 21,9 punts, 3,7 assistències i 3,6 rebots, fent una mitjana d'un 85,6 % des de la línia de tirs lliures. Aquests números li van permetre ser triat per jugar l'All-Star Game d'aquella temporada, l'únic que disputaria en tota la seva carrera.
Després de 9 temporades a Cleveland, va disputar la seva última temporada com a professional als Dallas Mavericks i els Washington Bullets, retirant-se amb 15,4 punts, 2,9 rebots i 2,8 assistències de mitjana.

## Assoliments personals
- Triat en el millor quintet de rookies el 1972.
- All Star el 1974.
- La seva samarreta amb el número 34 va ser retirada per Cleveland Cavaliers com a homenatge.